# Deprotonación
Desprotonación es un término químico que se refiere a la cesión de un catión hidrógeno (H+) por parte de una molécula, formando la respectiva base conjugada. La facilidad relativa con la que una molécula puede donar un catión H+ se mide por su valor de pKa. Un valor bajo de pKa indica que el compuesto es ácido, y fácilmente cederá un catión H+ a una base. Para un compuesto, pKa está determinado por muchos factores, pero más significativamente por la estabilidad de la base conjugada, que está determinada principalmente por la capacidad o incapacidad de la base conjugada de estabilizar la carga negativa. La carga negativa se estabiliza cuando es distribuida en una superficie grande o cadena larga. Uno de los mecanismos que distribuye la carga negativa en una cadena larga o en un anillo es la resonancia. El solvente también puede ayudar en la estabilización de la carga negativa en una base conjugada.
Las bases usadas para desprotonar dependen del pKa del compuesto. Cuando un átomo de hidrógeno no es particularmente ácido, con lo que la molécula no cede un protón fácilmente, se requieren bases más fuertes que los hidróxidos comúnmente conocidos. Los hidruros son uno de los muchos tipos de agentes desprotonantes potentes. Comúnmente se usa hidruro de sodio e hidruro de potasio. Estas bases son muy fuertes porque el hidruro forma dihidrógeno gaseoso cuando remueve un catión H+ de otra molécula. Sin embargo, la producción de hidrógeno gaseoso también constituye un peligro y debe ser realizada en una atmósfera inerte (por ejemplo, de dinitrógeno), puesto que el agua presente en el aire también es una fuente de cationes H+ y el hidruro puede reaccionar con ella en vez de hacerlo con la molécula deseada, o iniciar un incendio.